# Ďas
Ďas (Lophius) je rod dravých ryb z čeledi ďasovitých (Lophiidae). Zástupci tohoto rodu se vyznačují bentickým způsobem života ve velkých hloubkách.

## Druhy
- Lophius americanus
- Lophius budegassa
- Lophius gastrophysus
- Lophius litulon
- Ďas mořský (Lophius piscatorius)
- Lophius vaillanti
- Lophius vomerinus